# Malmöhus (delområde)
För slottet, se Malmöhus. För det tidigare länet, se Malmöhus län.

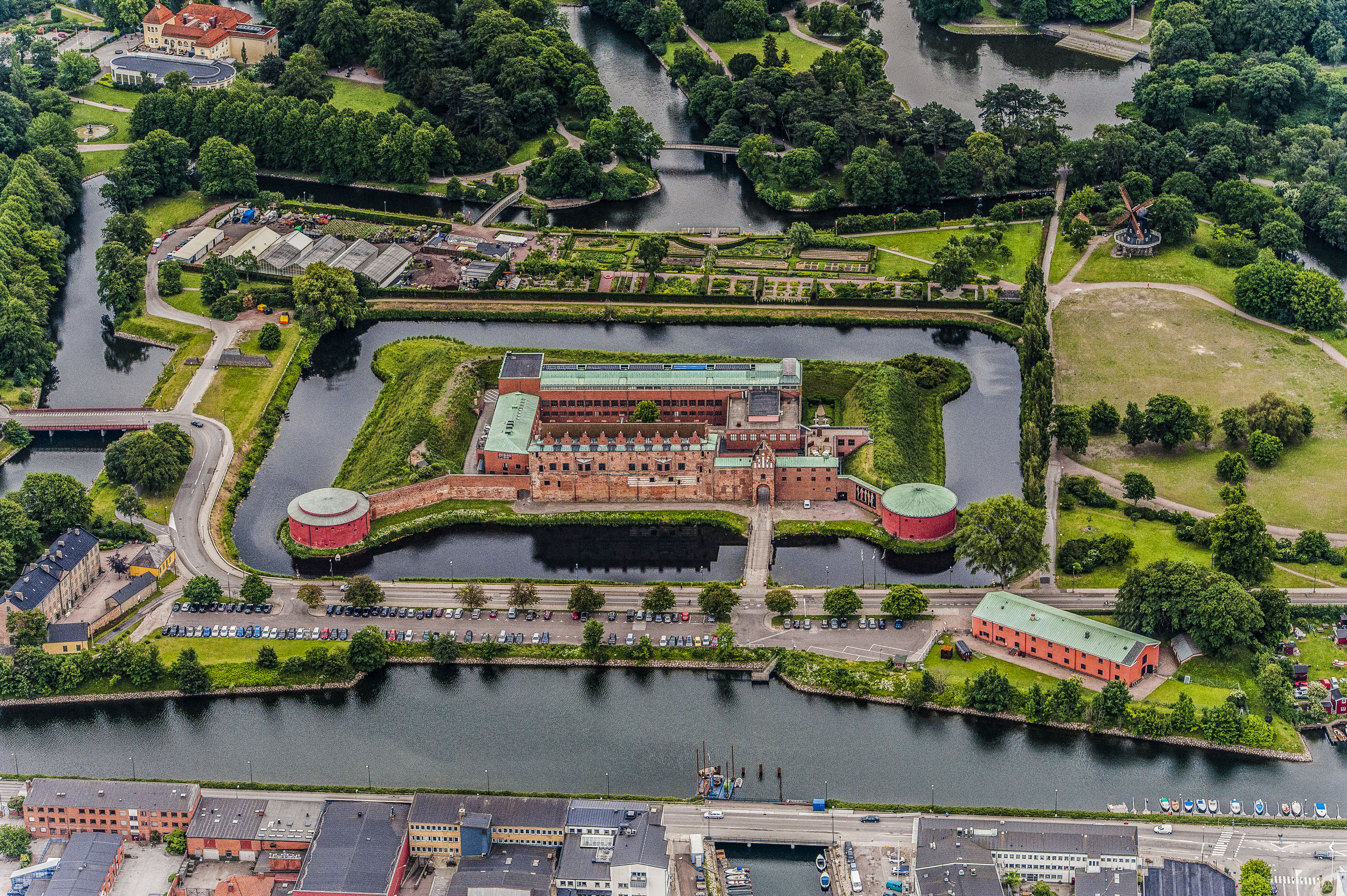
Flygbild över området

Malmöhus var ett delområde beläget i dåvarande stadsdelen Malmö Centrum i dåvarande stadsområdet Norr i Malmö.